# Paniceri, Plovdiv
Paniceri (în bulgară Паничери) este un sat în comuna Hisarea, regiunea Plovdiv,  Bulgaria. 

## Demografie
Componența etnică a satului Paniceri
     Romi (4,59%)
     Bulgari (91,51%)
     Nicio identificare (3,49%)
     Altele (0,39%)
La recensământul din 2011, populația satului Paniceri era de 1.002 locuitori. Din punct de vedere etnic, majoritatea locuitorilor (91,51%) erau bulgari, cu o minoritate de romi (4,59%). Pentru 3,49% din locuitori nu este cunoscută apartenența etnică.